# Gyrtona demptella
Gyrtona demptella är en fjärilsart som beskrevs av Walker 1866. Gyrtona demptella ingår i släktet Gyrtona och familjen nattflyn. Inga underarter finns listade i Catalogue of Life.